# Gmina Marstal
Gmina Marstal (duń. Marstal Kommune) – w latach 1970-2006 (włącznie) jedna z gmin w Danii w okręgu Fionii (Fyns Amt). 
Siedzibą władz gminy było miasto Marstal. 
Gmina Marstal została utworzona 1 kwietnia 1970 na mocy reformy podziału administracyjnego Danii. Po kolejnej reformie w 2007 r. weszła w skład gminy Ærø.

## Dane liczbowe
- Liczba ludności: (♀ 1586 + ♂ 1622) = 3208
  - wiek 0-6: 5,5%
  - wiek 7-16: 11,5%
  - wiek 17-66: 61,3%
  - wiek 67+: 21,7%
- zagęszczenie ludności: 200,5 osób/km² (2004)
- bezrobocie: 5,3% osób w wieku 17-66 lat
- cudzoziemcy z UE, Skandynawii i USA: 147 na 10 000 osób
- cudzoziemcy z krajów Trzeciego Świata: 87 na 10 000 osób
- liczba szkół podstawowych: 1 (liczba klas: 20)